# The Meyerowitz Stories
Pour les articles homonymes, voir Meyerowitz.
Pour plus de détails, voir Fiche technique et Distribution.
The Meyerowitz Stories (New and Selected) est un film américain écrit, co-produit et réalisé par Noah Baumbach, sorti en 2017.
Il est officiellement sélectionné, en compétition, et projeté au Festival de Cannes, en mai 2017.

## Synopsis
Une famille dysfonctionnelle se réunit à New York, à l'occasion d'une cérémonie hommage au père artiste.

## Fiche technique
Sauf indication contraire, les informations mentionnées dans cette section peuvent être confirmées par la base de données cinématographiques IMDb,  présente dans la section « Liens externes ».
- Titre original : The Meyerowitz Stories (New and Selected)
- Titre de travail : Yeh Din Ka Kissa
- Réalisation et scénario : Noah Baumbach
- Musique : Randy Newman
- Direction artistique : Nicolas Locke
- Décors : Gerald Sullivan
- Costumes : Joseph G. Aulisi
- Photographie : Robbie Ryan
- Montage : Jennifer Lame
- Production : Noah Baumbach, Eli Bush (en), Scott Rudin et Lila Yacoub
- Coproduction : Catherine Farrell et Jason Sack
- Sociétés de production : IAC Films et Scott Rudin Productions
- Société de distribution : Netflix
- Pays de production :  États-Unis
- Format : couleur
- Genre : comédie dramatique
- Durée : 112 minutes
- Date de sortie :
  - France : 21 mai 2017 (Festival de Cannes)
  - Monde : 13 octobre 2017 (Netflix)

## Distribution
- Adam Sandler (VF : Serge Faliu) : Danny Meyerowitz
- Ben Stiller (VF : Maurice Decoster) : Matthew Meyerowitz
- Dustin Hoffman (VF : Dominique Collignon-Maurin) : Harold Meyerowitz, le patriarche
- Emma Thompson (VF : Frédérique Tirmont) : Maureen, nouvelle épouse d'Harold
- Grace Van Patten : Eliza Meyerowitz, la fille de Danny
- Candice Bergen (VF : Frédérique Cantrel) : Julia, la troisième femme d'Harold et mère de Matthew
- Elizabeth Marvel (VF : Martine Fontaine) : Jean Meyerowitz
- Rebecca Miller (VF : Jeanne Savary) : Loretta Shapiro
- Judd Hirsch (VF : Patrick Messe) : L. J. Shapiro
- Adam Driver : Randy
- Sigourney Weaver (VF : Sylvie Genty) : elle-même
- Danny Flaherty : Marcus
- Gayle Rankin (VF : Juliette Allain) : Pam
- Adam David Thompson (en) : Brian
- Sakina Jaffrey : Dre Malini Soni

Version française
Studio de doublage : Titra Films
Direction artistique : Christèle Wurmser
Adaptation : Philippe Lebeau
Source et légende : Fiche de doublage (VF) sur AlloDoublage

## Production
En mars 2016, on révèle que, pendant la production, le film a pour titre Yeh Din Ka Kissa, autrement dit « Le conte de ce jour » en hindi,.
Le tournage commence le 7 mars 2016, à New York,,. La scène d'hôpital est filmée au Phelps Memorial Hospital Center à Sleepy Hollow et à l'hôpital Lenox Hill dans le quartier de Manhattan, ainsi que les scènes du Bard College, à l'université Sarah Lawrence à Yonkers. Il s'achève le 9 mai 2016.

## Accueil

### Festival et sortie
En avril 2017, Netflix obtient les droits de la distribution du film. Le film est sélectionné et projeté en avant-première mondiale, le 21 mai 2017 au Festival de Cannes.
Avec le film Okja (옥자) de Bong Joon-ho, la sélection du film est controversée du fait de sa sortie annoncée sur Netflix, le 13 octobre 2017, et de sa non-exploitation dans les salles de cinéma.

### Critique
Le film est moyennement apprécié par la critique et les festivaliers, dont ils voient de nombreuses références à Woody Allen, dont Baumbach se reconnait comme admirateur,,.

## Distinctions

### Récompense
- Festival de Cannes 2017 : Palme Dog pour Bruno[13]

### Nomination et sélection
- Festival de Cannes 2017 : sélection officielle, en compétition[14],[15]